# USS Silversides (SS-236)
USS Silversides (SS-236) – zwodowany 26 sierpnia 1941 roku w stoczni Mare Island w Kalifornii amerykański okręt podwodny typu Gato.
Okręt wszedł do służby w United States Navy osiem dni po japońskim ataku na Pearl Harbor i w trakcie wojny na Pacyfiku odbył 14 patroli. Z zadaniem zwalczania japońskiej żeglugi działał z Hawajów w składzie Floty Pacyfiku, wzdłuż wybrzeży Japonii, na Morzu Wschodniochińskim, na wrogich liniach zaopatrzeniowych dookoła Marianów, Karolinów, Archipelagu Bismarcka oraz wzdłuż wysp Salomona i Guadalcanal.
Dzięki potwierdzonemu przez JANAC zatopieniu 23 jednostek japońskich o łącznym tonażu ponad 90 000 BRT, „Silversides” odniósł jeden z największych wśród amerykańskich okrętów podwodnych sukcesów podczas wojny podwodnej na Pacyfiku. Jednostka została czterokrotnie odznaczona Presidential Unit Citation, a także dwunastoma Battle Stars. Wycofany z aktywnej służby 17 kwietnia 1946 roku, został przeniesiony do rezerwy, a od 1987 roku pełni rolę okrętu-muzeum Muskegon stanu Michigan.
USS „Silversides” (SS-236) o wyporności 2424 ton w zanurzeniu, został zaprojektowany w konstrukcji częściowo dwukadłubowej, uzbrojony był w 24 torpedy Mark XIV i Mark 18 wystrzeliwane z sześciu wyrzutni torpedowych na dziobie oraz czterech wyrzutni rufowych. Układ napędowy tych okrętów stanowiły cztery generatory elektryczne napędzane przez silniki Diesla o mocy 5400 shp oraz cztery silniki elektryczne o mocy 2700 shp, napędzające dwa wały napędowe ze śrubami. Zanurzenie testowe okrętu wynosiło 300 stóp (91 metrów), jednostka rozwijała prędkość ponad 20 węzłów na powierzchni, przy prędkości zaś 10 węzłów jej zasięg wynosił 11 000 mil.

## Budowa i konstrukcja
„Silversides” był przedstawicielem pierwszego masowo produkowanego wojennego typu okrętów podwodnych. O jego powstaniu biuro szefa operacji morskich (OpNav) zdecydowało pod wpływem szoku wywołanego upadkiem Francji i zajęciem przez wojska III Rzeszy większości Zachodniej Europy. Marynarka amerykańska wykazała się  w tym przypadku daleko idącą dalekowzrocznością, przewidując iż w razie wojny na Pacyfiku, niezbędne będą okręty znacznie nowocześniejsze pod każdym względem niż stanowiące dotąd trzon amerykańskiej floty podwodnej okręty podwodne typu S. Budowę USS „Silverides” (SS-236) o wartości 6 mln dolarów, rozpoczęto 4 listopada 1940 roku w stoczni Mare Island w Vallejo w Kalifornii jako jednego z fleet submarines – dużych jednostek zdolnych do towarzyszenia nawodnym zespołom floty, ukończono zaś po 473 dniach wodowaniem 26 sierpnia 1941 roku.

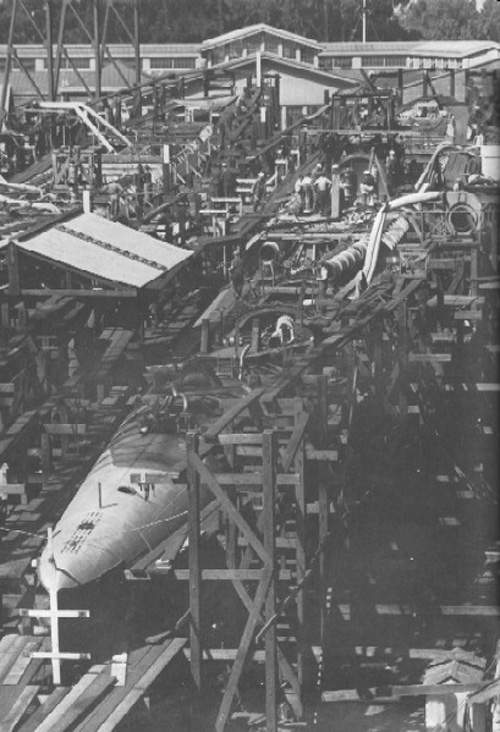
USS „Silversides” na pochylni w stoczni Mare Island 1 lipca 1941 roku, około dwóch miesięcy przed wodowaniem.

Przedwojenny standard zanurzenia testowego wynosił w marynarce amerykańskiej 250 stóp (76 metrów), jednak w celu zwiększenia możliwości zanurzenia do 300 stóp (91 metrów), podzielony na 8 przedziałów kadłub jednostek typu Gato został wzmocniony, maszynownia zaś została podzielona za pomocą wodoszczelnych grodzi na dwie sekcje. W razie nagłej potrzeby, na przykład w celu uniknięcia nieprzyjacielskiego ataku, okręt mógł bezpiecznie zanurzyć się na głębokość 450 stóp (137 metrów).

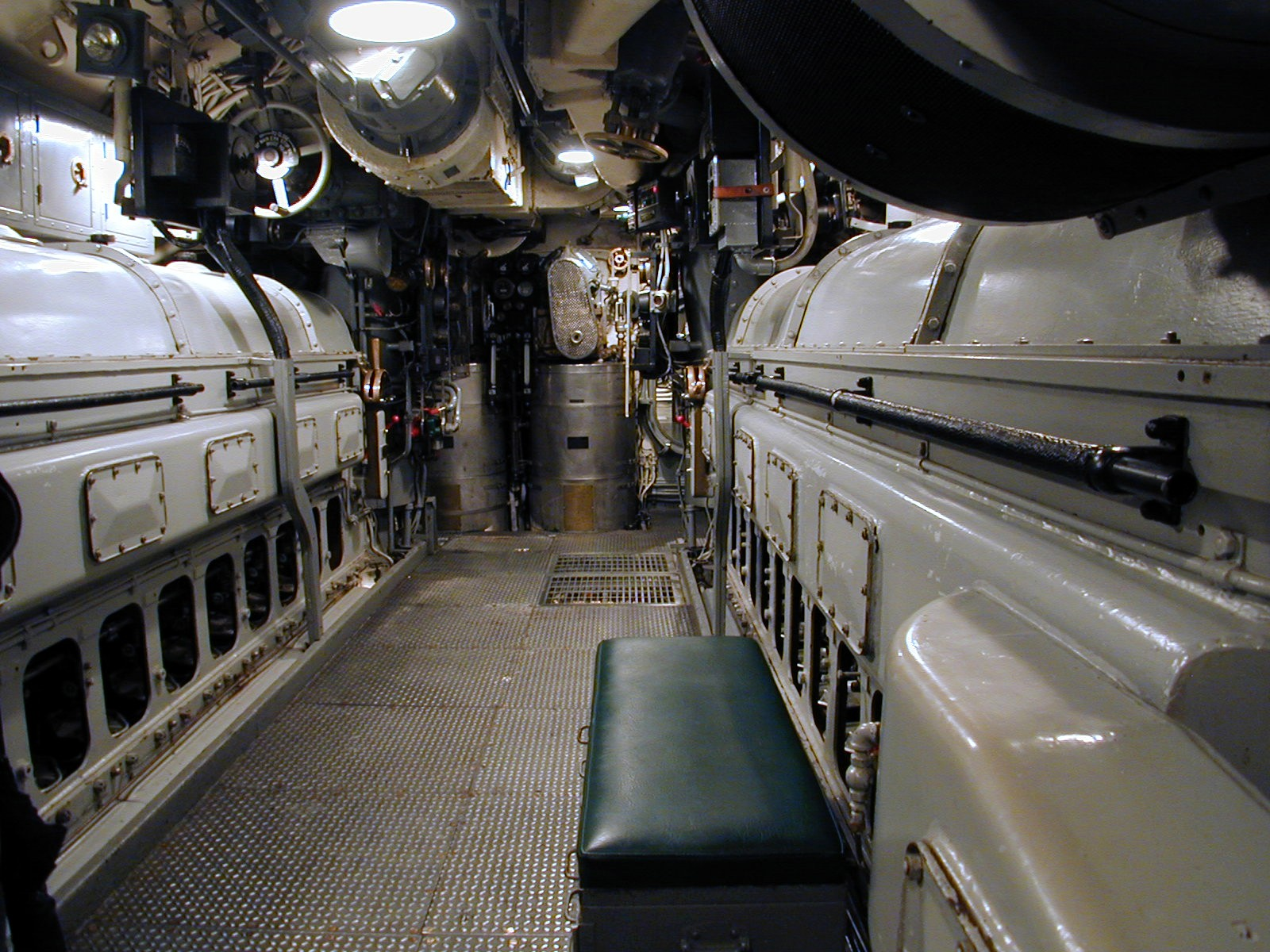
Generatory Fairbanks-Morse 38D8-1/8.

Częściowo dwukadłubowy okręt miał całkowitą długość 95,02 metra oraz 8,31 metra szerokości. Całkowita podwodna wyporność jednostki wynosiła 2415 długich ton (2460 ton metrycznych). Układ napędowy USS „Silversides” tworzyły cztery wysokoobrotowe silniki elektryczne General Electric o mocy 2.740 shp (2,0 MW), za pośrednictwem reduktora mechanicznego napędzające dwa wały napędowe ze śrubami. Silniki zasilane były energią z dwóch akumulatorów elektrycznych po 126 ogniw każdy. W trakcie rejsu na powierzchni, akumulatory zasilające napędzające okręt silniki elektryczne ładowane były przez generatory elektryczne napędzane za pomocą czterech silników diesla Fairbanks-Morse 38D8-1/8 o mocy 1600 koni mechanicznych (4 MW) każdy. Układ napędowy kończyły dwie obracające się w przeciwnych kierunkach, wykonane z brązu śruby. Tak skonfigurowany napęd okrętu zapewniał mu prędkość 20,25 węzła na powierzchni i 8,75 węzła w zanurzeniu oraz maksymalny czas przebywania w zanurzeniu wynoszący 48 godzin przy prędkości 2 węzłów.
Zbiorniki paliwa mieściły w czasie wojny 116 000 galonów (440 tys. litrów), co umożliwiało przepłynięcie na powierzchni 11 000 mil morskich, przy prędkości 10 węzłów. Jak każda jednostka tego typu „Silversides” mógł zostać zatankowany większą od poprzedników ilością paliwa, co pozwoliło na przedłużenie typowego patrolu do 75 dni, bądź przepłynięcie bez dodatkowego tankowania nawet 20 000 mil morskich.

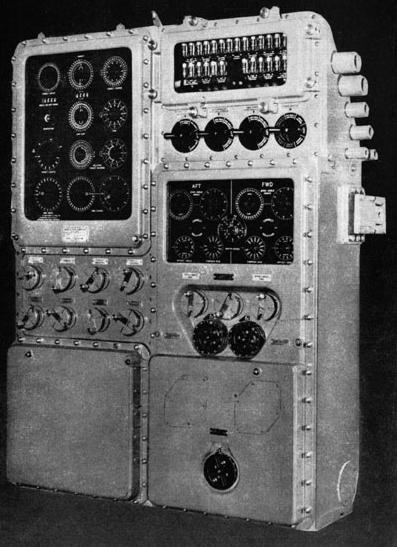
Torpedo Data Computer Mark III

W związku z oryginalnym przeznaczeniem okrętów typu Gato do roli fleet submarine, czyli jednostek współdziałających z dużymi zespołami nawodnymi floty, USS „Silversides” doskonale pływał na powierzchni morza, manewrował zaś w wynurzeniu znacznie lepiej niż w zanurzeniu – był to w rzeczywistości okręt nawodny wyposażony w dodatkową możliwość zanurzania się. Ponad tuzin zbiorników paliwowych i balastowych umieszczony został na zewnątrz kadłuba sztywnego, w osłonie zapewnianej przez stalową powłokę kadłuba lekkiego, z umieszczonymi na dziobie okrętu sterami głębokości i zbiornikami szybkiego zanurzania. Taka architektura okrętowa umożliwiała jednostce całkowite zanurzenie w czasie krótszym niż 45 sekund. Był to rezultat nieco gorszy niż w analogicznych konstrukcjach brytyjskich i niemieckich, w marynarce amerykańskiej uznawano jednak taką szybkość zanurzenia za wystarczającą.
Podstawowym uzbrojeniem okrętu były 24 torpedy kalibru 533 mm Mk. XIV, a następnie Mk. 18 wystrzeliwanych z 6 wykonanych z brązu dziobowych i 4 rufowych wyrzutni torpedowych. Kontrola ognia zapewniana była przez elektromechaniczny komputer TDC (Torpedo Data Computer) Mark III. Dzięki konstrukcyjnemu powiększeniu pomocniczych zbiorników balastowych (względem projektów wcześniejszych typów), uzyskano kompensację wagi 24 torped lub 40 min, które mógł przenosić okręt. Uzbrojenie uzupełniające okrętu stanowiło jedno działo kalibru 76 mm i karabiny maszynowe kal. 7,62 i 12,7 mm. W czasie wojny artylerię okrętu wzmacniano: w sierpniu 1942 roku posiadał on armatę 76 mm i działko 20mm; w kolejnych przebudowach zmieniono działo na 102 mm i dodano dwa działka 20 mm,  a następnie jeszcze jedno. Zestaw sensorów stanowiły radar przeszukiwania powierzchni SJ oraz przestrzeni powietrznej SD, a także JP z hydrofonem umieszczonym na pokładzie JK/QC i QB pod dziobem.

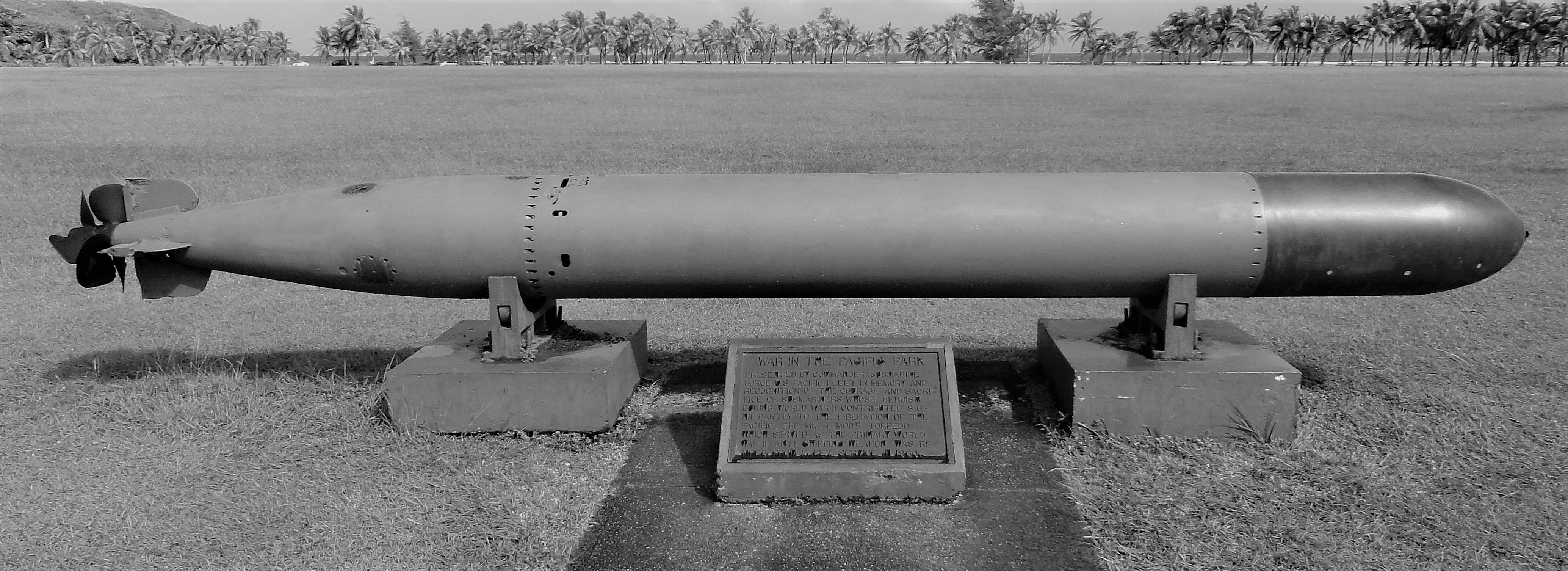
Torpeda parogazowa kalibru 533 mm Mark XIV

„Silversides” zapewniał swej załodze wyjątkowe w świecie jak na tę klasę okrętów warunki socjalne. Obok zamrażarki umożliwiającej przechowywanie żywności w stanie świeżości, wyposażony był w automat do produkcji lodów i system klimatyzacji, zaś układ destylacji wody miał wydajność 1500 galonów (5677 litrów) dziennie. Duża część pochodzącej stąd słodkiej wody używana jednak była do uzupełniania poziomu w bateriach akumulatorów oraz w okrętowym kambuzie, toteż możliwość kąpieli członków załogi była ograniczona, i często ograniczała się jedynie do przetarcia ciała zmoczoną myjką, lub umycia się za pomocą zebranej z klimatyzatorów skraplającej się w nich wody. Okręt miał zbiornik ze 100 galonami koncentratu Coca-Coli, który był mieszany ze słodką wodą i gazowany dwutlenkiem węgla.

## Służba operacyjna

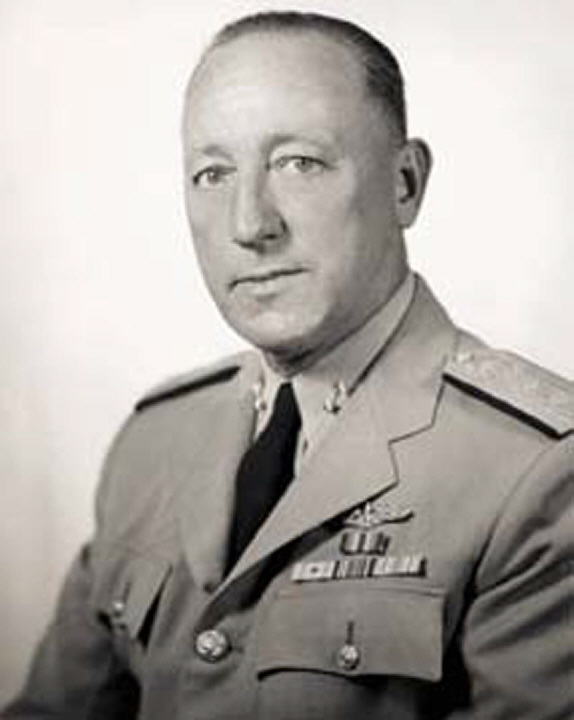
wadm. Charles Lockwood

Po przeprowadzeniu testów stoczniowych i testów marynarki, okręt wszedł do służby 15 grudnia 1941 roku – osiem dni po japońskim ataku na bazę Floty Pacyfiku na Hawajach. Po intensywnym początkowym okresie szkolenia i zgrywania załogi pod dowództwem Creeda Burlingame'a,  4 kwietnia 1941 roku USS „Silversides” (SS-236) przypłynął do amerykańskiej bazy Pearl Harbor na Hawajach, gdzie operacyjnie podlegał początkowo dowódcy sił podwodnych Floty Pacyfiku admirałowi Robertowi Englishowi, a po śmierci admirała w wypadku lotniczym – jego następcy, wadm. Charlesowi Lockwoodowi.
Niespełna miesiąc później, 30 kwietnia 1942 roku USS „Silversides” wyszedł pod dowództwem kmdr Burlingame'a na swój pierwszy wojenny patrol w okolice kanału Kii. Krótko po tym, jak 7 grudnia 1941 roku japońskie samoloty zaatakowały Pearl Harbor i wciągnęły Stany Zjednoczone do wojny, szef operacji morskich adm. Harold Stark wydał rozkaz rozpoczęcia nieograniczonej wojny podwodnej. Toteż gdy w kwietniu następnego roku „Silversides” wychodził na swój dziewiczy patrol bojowy, jego zadaniem  na wodach japońskich było zwalczanie nie tylko japońskich lotniskowców, pancerników i krążowników, lecz także  ściganie i zatapianie zbiornikowców, frachtowców i transportowców wojska, tworzących nieprzyjacielską flotę handlową oraz wszelkich innych japońskich jednostek pływających, które uda się odnaleźć na morzu. Podobnie bowiem jak brytyjska, japońska gospodarka wojenna całkowicie uzależniona była dostaw morskich z zajętych i okupowanych przez Japonię terytoriów. Niebagatelne znaczenie miało także odcięcie dostaw broni, amunicji, żywności, a nawet podstawowych środków higienicznych, japońskim wojskom na zajętych przez cesarstwo terytoriach.

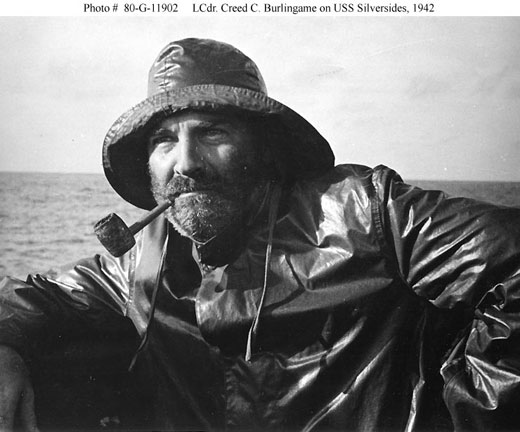
Creed Burlingame na USS „Silversides”.

Niespełna 600 mil od wschodniego wybrzeża Japonii, idący przez większość drogi na powierzchni „Silversides” wpadł w obszar objęty działaniem tajfunu, wkrótce zaś – 7 maja – w okolicach japońskiej wyspy Honsiu, obserwatorzy na mostku amerykańskiego okrętu dostrzegli trawler, zbyt mały w oczach dowódcy aby poświęcać na jego zniszczenie kosztującą 10 000 dolarów torpedę, toteż w odległości około 3 mil od japońskiej jednostki kmdr Burlingame wydał rozkaz przeprowadzenia ataku artyleryjskiego na powierzchni. Oceniona początkowo jako statek rybacki jednostka, okazała się wkrótce japońskim okrętem patrolowym Ebisu Maru Nr 5 o wyporności 131 ton. Toteż kilkuminutowa – jak planował dowódca amerykańskiego okrętu podwodnego – akcja, przerodziła się w trwający blisko godzinę pojedynek artyleryjski, w efekcie którego japoński okręt stanął w płomieniach, zaś na pokładzie „Silversides” wskutek japońskiego ognia z wielkokalibrowej broni maszynowej zginął artylerzysta Mike Harbin. Harbin był jednym z pierwszych amerykańskich artylerzystów okrętów podwodnych, który poniósł śmierć w walce podczas II wojny światowej. Został też jedyną też ofiarą śmiertelną na pokładzie USS „Silversides” podczas wojny na Pacyfiku. Obawiając się, że przedłużająca się walka może ściągnąć w okolice inne japońskie jednostki, dowódca okrętu rozkazał przerwać ogień, sądząc też że płomienie strawią nieprzyjacielski okręt. Ten, mimo wystrzelenia weń 164 pocisków kalibru 102 mm i uzyskania według raportu z patrolu 12 bezpośrednich trafień, w rzeczywistości nie zatonął, i został ostatecznie zatopiony w kwietniu 1942 roku przez inny amerykański okręt podwodny USS „Scorpion” (SS-278).  Na japońskiej jednostce zginęło jednak siedmiu ludzi, dwóch zaś zostało rannych. Jeszcze tego samego dnia, po południu, odbył się pogrzeb morski zmarłego Mike’a Harbina, zaś załoga postanowiła, że pierwsza torpeda wystrzelona do japońskiej jednostki będzie miała namalowane swym kadłubie jego imię.
Kilka dni później Burlingame napotkał japoński okręt podwodny. Wystrzelona torpeda eksplodowała, oficer wachtowy amerykańskiego okrętu twierdził o widocznym trafieniu, zaś dowódca zgłosił zatopienie japońskiej jednostki, jednak powojenne badania nie zdołały potwierdzić zatopienia japońskiego okrętu w tym miejscu i czasie. Kilka dni później, u wybrzeży Japonii, przepływając przez armadę sampanów kładących sieci rybackie, SS-236 odnalazł mały japoński konwój. Wychodząc na pozycję dogodną do ataku zaplątał się w jedną z sieci unoszoną przez małą szklaną kulę z dołączoną do niej japońską flagą. Ciągnąc za sobą flagę nieprzyjacielskiego państwa, „Silversides” wyszedł na pozycję do ataku na frachtowiec, który natychmiast po trafieniu eksplodował i zatonął. Torpeda wystrzelona w następną jednostkę nie trafiła już jednak. Wkrótce potem okręt zaatakował i uszkodził następny frachtowiec oraz tankowiec. Wkrótce potem nastąpił kontratak ze strony japońskiego niszczyciela, który zmusił amerykański okręt do zanurzenia, po czym zrzucił na niego trzynaście bomb głębinowych.

### Zestawienie patroli
| Patrole | Patrole          | Patrole      | Patrole | Patrole | Patrole    | Patrole    | Patrole      |
| Patrol  | Dowódca          | Wyjście      | Data    | Czas    | Zgłoszone  | JANAC      | Powrót       |
| ------- | ---------------- | ------------ | ------- | ------- | ---------- | ---------- | ------------ |
| 1.      | Creed Burlingame | Pearl Harbor | 4 / 42  | 52      | 4 / 25 800 | 1 / 4000   | Pearl Harbor |
| 2.      | Creed Burlingame | Pearl Harbor | 7 / 42  | 56      | 3 / 15 000 | 2 / 9800   | Pearl Harbor |
| 3.      | Creed Burlingame | Pearl Harbor | 10 / 42 | 54      | 2 / 10 800 | 0 / 0      | Brisbane     |
| 4.      | Creed Burlingame | Brisbane     | 12 / 42 | 46      | 1 / 10 000 | 4 / 27 798 | Pearl Harbor |
| 5.      | Creed Burlingame | Pearl Harbor | 5 / 43  | 44      | 1 / 10 000 | 1 / 5200   | Brisbane     |
| 6.      | John Coye        | Brisbane     | 7 / 43  | 53      | 0 / 0      | 0 / 0      | Brisbane     |
| 7.      | John Coye        | Brisbane     | 10 / 43 | 36      | 4 / 22 100 | 4 / 15 000 | Pearl Harbor |
| 8.      | John Coye        | Pearl Harbor | 12 / 43 | 42      | 3 / 18 500 | 3 / 7192   | Pearl Harbor |
| 9.      | John Coye        | Pearl Harbor | 2 / 44  | 52      | 2 / 7500   | 1 / 1900   | Fremantle    |
| 10.     | John Coye        | Fremantle    | 4 / 44  | 47      | 5 / 23 600 | 6 / 14 141 | Pearl Harbor |
| 11.     | John Coye        | Pearl Harbor | 9 / 44  | 60      | 0 / 0      | 0 / 0      | Pearl Harbor |
| 12.     | John Nichols     | Pearl Harbor | 12 / 44 | 50      | 0 / 0      | 0 / 0      | Pearl Harbor |
| 13.     | John Nichols     | Pearl Harbor | 3 / 45  | 50      | 1 / 2000   | 0 / 0      | Pearl Harbor |
| 14.     | John Nichols     | Pearl Harbor | 5 / 45  | 59      | 0 / 0      | 0 / 0      | Pearl Harbor |

### Zestawienie potwierdzonych zatopień
| Zestawienie zatopień potwierdzonych przez JANAC | Zestawienie zatopień potwierdzonych przez JANAC | Zestawienie zatopień potwierdzonych przez JANAC | Zestawienie zatopień potwierdzonych przez JANAC | Zestawienie zatopień potwierdzonych przez JANAC |
| Data                                            | Nazwa jednostki                                 | Klasa                                           | BRT                                             | Pozycja                                         |
| ----------------------------------------------- | ----------------------------------------------- | ----------------------------------------------- | ----------------------------------------------- | ----------------------------------------------- |
| 10.12.1942                                      | nieznany                                        | cargo                                           | 4000                                            | 33-28N, 135-33E                                 |
| 26.01.1942                                      | nieznany                                        | transportowy                                    | 4000                                            | 33-21N, 139-24E                                 |
| 08.08.1942                                      | „Nikkei Maru”                                   | pasaż.-cargo                                    | 5811                                            | 33-33N, 135-23E                                 |
| 18.01.1943                                      | „Toei Maru”                                     | tankowiec                                       | 10 023                                          | 6-21N, 150-23E                                  |
| 20.01.1943                                      | „Somedono Maru”                                 | pasaż.-cargo                                    | 5154                                            | 3-52N, 153-56E                                  |
| 20.01.1943                                      | „Surabaya Maru”                                 | cargo                                           | 4391                                            | 3-52N, 153-56E                                  |
| 20.01.1943                                      | „Meiu Maru”                                     | cargo                                           | 8230                                            | 3-52N, 153-56E                                  |
| 11.06.1943                                      | „Hide Maru”                                     | cargo                                           | 5256                                            | 2-47N, 152-00E                                  |
| 18.10.1943                                      | „Tairin Maru”                                   | cargo                                           | 1915                                            | 1-00N, 143-16E                                  |
| 24.10.1943                                      | „Tennan Maru”                                   | cargo                                           | 5407                                            | 2-05N, 144-39E                                  |
| 24.10.1943                                      | „Kazan Maru”                                    | cargo                                           | 1893                                            | 2-05N, 144-39E                                  |
| 24.10.1943                                      | „Johore Maru”                                   | pasaż.-cargo                                    | 6182                                            | 2-05N, 144-39E                                  |
| 29.12.1943                                      | „Tenposan Maru”                                 | cargo                                           | 1970                                            | 800N, 133-51E                                   |
| 29.12.1943                                      | „Shichisei Maru”                                | cargo                                           | 1911                                            | 8-03N, 133-51E                                  |
| 29.12.1943                                      | „Ryuto Maru”                                    | cargo                                           | 3311                                            | 8-00N, 133-51E                                  |
| 16.03.1944                                      | „Kofuku Maru”                                   | cargo                                           | 1920                                            | 4-28N, 135-56E                                  |
| 10.05.1943                                      | „Okinawa Maru”                                  | cargo                                           | 2254                                            | 11-26N, 143-46E                                 |
| 10.05.1944                                      | „Mikage Maru Nr 18”                             | pasaż.-cargo                                    | 4319                                            | 11-26N, 143-46E                                 |
| 10.05.1944                                      | „Choan Maru Nr 2”                               | przebud. kanonierka                             | 2631                                            | 11-26N, 143-46E                                 |
| 20.05.1944                                      | „Shosei Maru”                                   | przebud. kanonierka                             | 998                                             | 13-32N, 144-36E                                 |
| 29.05.1944                                      | „Shoken Maru”                                   | cargo                                           | 1949                                            | 16-23N, 144-59E                                 |
| 29.05.1944                                      | „Horaizan Maru”                                 | cargo                                           | 1999                                            | 16-23N, 144-59E                                 |
| 25.01.1945                                      | „Malay Maru”                                    | cargo                                           | 4556                                            | 31-18N, 130-08E                                 |
| 23 jednostki                                    | 23 jednostki                                    | 90 080 BRT                                      | 90 080 BRT                                      | 90 080 BRT                                      |

### Wydawnictwa książkowe
- John D. Alden, Craig R. McDonald: United States and Allied Submarine Successes in the Pacific and Far East During World War II. Wyd. 4. McFarland, 2009. ISBN 978-0-7864-4213-3. Brak numerów stron w książce
- Clay Blair: Silent victory: the U.S. submarine war against Japan. Annapolis, Md.: Naval Institute Press, 2001. ISBN 1-55750-217-X. Brak numerów stron w książce
- Norman Friedman: U.S. Submarines through 1945: An Illustrated Design History. Annapolis: 1995. ISBN 978-1-55750-263-6. Brak numerów stron w książce
- Paul E. Fontenoy: Submarines: An Illustrated History of Their Impact (Weapons and Warfare). ABC-CLIO, marzec 2007. ISBN 1-8510-9563-2. Brak numerów stron w książce
- Don Keith: Undersea warrior: the World War II story of „Mush” Morton and the USS Wahoo. New York: NAL Caliber, 2011. ISBN 978-0-451-23488-9. Brak numerów stron w książce
- Charles Lockwood: Sink ’Em All; Submarine Warfare In The Pacific. New York. ISBN 1-4960-2690-X. Brak numerów stron w książce
- Norman Polmar: The American submarines. Annapolis, Md.: Nautical Aviation Pub. Co. of America, 1981. ISBN 0-933852-14-2. Brak numerów stron w książce
- James Scott: The War Below. Story of Three Submarines That Battled Japan. Nowy Jork: Simon & Schuster, 2013. ISBN 978-1-4391-7683-2. Brak numerów stron w książce
- Robert Cecil Stern: Gato-class submarine in action. Carrollton, TX: Squadron/Signal Publications, 2006. ISBN 0-89747-509-7.
- Thomas Wildenberg, Norman Polmar: Ship Killer: A History Of The American Torpedo. Annapolis, Md.: Naval Institute Press, 2010. ISBN 978-1-59114-688-9. Brak numerów stron w książce

### Wydawnictwa online
- Japanese Naval and Merchant Vessels Sunk During World War II by United States Submarines [online], Naval History Haritage Command [dostęp 2013-07-12] (ang.).
- David L. Johnston, A visual guide to the u.s. fleet submarines part one: Gato class 1941–1945 [online], navsource.org, 2010 [dostęp 2012-08-17] (ang.).
- Charles Lockwood, Current Doctrine Submarines, t. USF 25(A), Commander Submarine Force, Pacific Fleet, 1944. Brak numerów stron w książce